# Das vierte Opfer
Das vierte Opfer (schwedischer Titel: Borkmanns punkt) ist ein Kriminalroman des schwedischen Schriftsteller Håkan Nesser. Er erschien 1994 und ist der zweite Roman der Van-Veeteren-Reihe. Im selben Jahr gewann Håkan Nesser für diesen Roman den schwedischen Krimipreis.
Die Originalausgabe erschien unter dem Titel Borkmanns punkt in Stockholm im Verlag Bonnier, die deutsche Ausgabe erstmals 1999 beim Münchner Verlag btb (Random House) in einer Übersetzung von Christel Hildebrandt. (ISBN 3-442-75030-X). Eine Hörspielfassung von Rainer Clute erschien 2001 bei Random House Audio (ISBN 3-89830-358-6).

## Zusammenfassung
In der Küstenstadt Kaalbringen wird ein Mann namens Ernst Simmel vom „Henker“ in der Nacht vom 31. August 1998 ermordet. Es ist der zweite Mord, den der Henker begangen hat. Das erste Opfer war Heinz Eggers mehr als einen Monat vorher. Die Polizei von Kaalbringen kann nur mit Sicherheit sagen, dass der Henker für beide Morde verantwortlich ist, weil bei beiden Opfern der Kopf beinahe mit einer Axt abgetrennt wurde. Polizeichef Bausen bittet um Hilfe bei Hauptkommissar Van Veeteren, der in der Nähe Urlaub macht. Doch Van Veeteren findet keine Verbindung zwischen Heinz Eggers, einem Drogenabhängigen, und Ernst Simmel, einem scheinbar erfolgreichen Immobilienmakler, außer dass sie beide erst Anfang des Jahres nach Kaalbringen gezogen, und im Fall Simmels sogar zurückgezogen sind. Mit Hilfe der Presse, der Medien und der Bürger Kaalbringens und nach extensivem Auswerten der Zeugenaussagen gelingt es, den exakten Tathergang und -zeitpunkt zu bestimmen. Aber nur ein einziger Zeuge, der dazu noch alkoholisiert war, hat möglicherweise den Täter überhaupt gesehen.
Am 24. September wird die Leiche des dritten Opfers gefunden: Maurice Rühme, Arzt und Sohn des beliebtesten Arztes von Kaalbringen. Dieses weitere Opfer bestätigt, dass nicht zufällig ausgewählte Opfer ermordet wurden, da auch Maurice Rühme Anfang desselben Jahres nach Kaalbringen zurückkehrte. Allerdings ist die einzige offensichtliche Verbindung zu Heinz Eggers seine vergangene Drogenabhängigkeit.
Drei Tage nach dem Fund von Rühmes Leiche erhält die Kaalbringer Polizei den 35-seitigen Bericht über Rühmes Zeit in Aarlach. Inspektorin Beate Moerk entdeckt etwas „Bizarres“ im Bericht aus Aarlach und versucht Kommissar Münster zu kontaktieren, der ebenfalls nach Kaalbringen geschickt wurde, um auszuhelfen, kann ihn aber nicht finden und hinterlässt ihm deshalb eine Nachricht. Anschließend geht sie joggen und wird dabei vom Henker entführt.
Als Münster und Van Veeteren entdecken, dass Moerk verschwunden ist, sind sie sich sicher, dass Moerk etwas im Bericht gesehen hat, womit sie den Fall lösen konnte. Doch Münster erfährt dank erneuter Hilfe der Bürger Kaalbringens und von Polizeianwärter Bang, dass Moerk unmöglich den Bericht hatte lesen können, bevor sie ihm die Nachricht hinterlassen hat.
Währenddessen wacht Inspektorin Moerk in einem dunklen Keller auf. Sie weiß, dass Bausen der Henker ist, und dieser erzählt ihr, dass alle drei Opfer den Tod seiner Tochter Brigitte verschuldet hätten und er Moerk nur gefangen hat, damit er seine Geschichte jemandem erzählen kann. Er verlässt Moerk, die kurz darauf von Münster und Van Veeteren befreit wird. Van Veeteren geht zum Friedhof, wo Bausen am Grab seiner Frau und seiner Tochter Brigitte steht und auf ein „Zeichen“ wartet. Bausen ist erstaunt, dass Van Veeteren so lange gebraucht hat, und wird verhaftet.

### Hintergrund
Das vierte Opfer, nach dem der Roman benannt ist, ist Brigitte Bausen, obwohl sie vor den anderen starb und kein Opfer des Henkers war, sondern eher ein Opfer der anderen drei Opfer, Eggers, Simmel und Rühme. Nachdem sie 1981 Abitur gemacht hatte, zog sie nach Aarlach, um zu studieren, wo sie auch Maurice Rühme traf. Dieser hatte Brigitte verschiedene Drogen „vorgestellt“ und ihr gezeigt, wie man mit Prostitution Geld machen kann. Er verließ sie kurz darauf. Brigitte wurde von ihren Eltern zurück nach Hause gebracht. Diese unterstützten sie für eine Weile, indem sie ihr unter anderem eine Wohnung besorgten. Arbeit bekam sie anscheinend vom Sozialamt, doch dies sollte sich als unwahr herausstellen, als Bausen eines Tages zu ihr fuhr und sie in flagranti mit Ernst Simmel erwischte. Ihm wurde sofort klar, wie Brigitte sich ihr Geld verdiente, ein Bild, das ihn für den Rest seines Lebens verfolgen würde.
Anfang der neunziger Jahre verschwand Brigitte dann plötzlich. Bausen suchte unaufhörlich nach ihr, bis er sie 1993 endlich im „Stall“ von Heinz Eggers fand. Nachdem Bausen Eggers verprügelt hatte, brachte er Brigitte in ein Spital. Am 30. September desselben Jahres beging sie Suizid.